# KDELibs

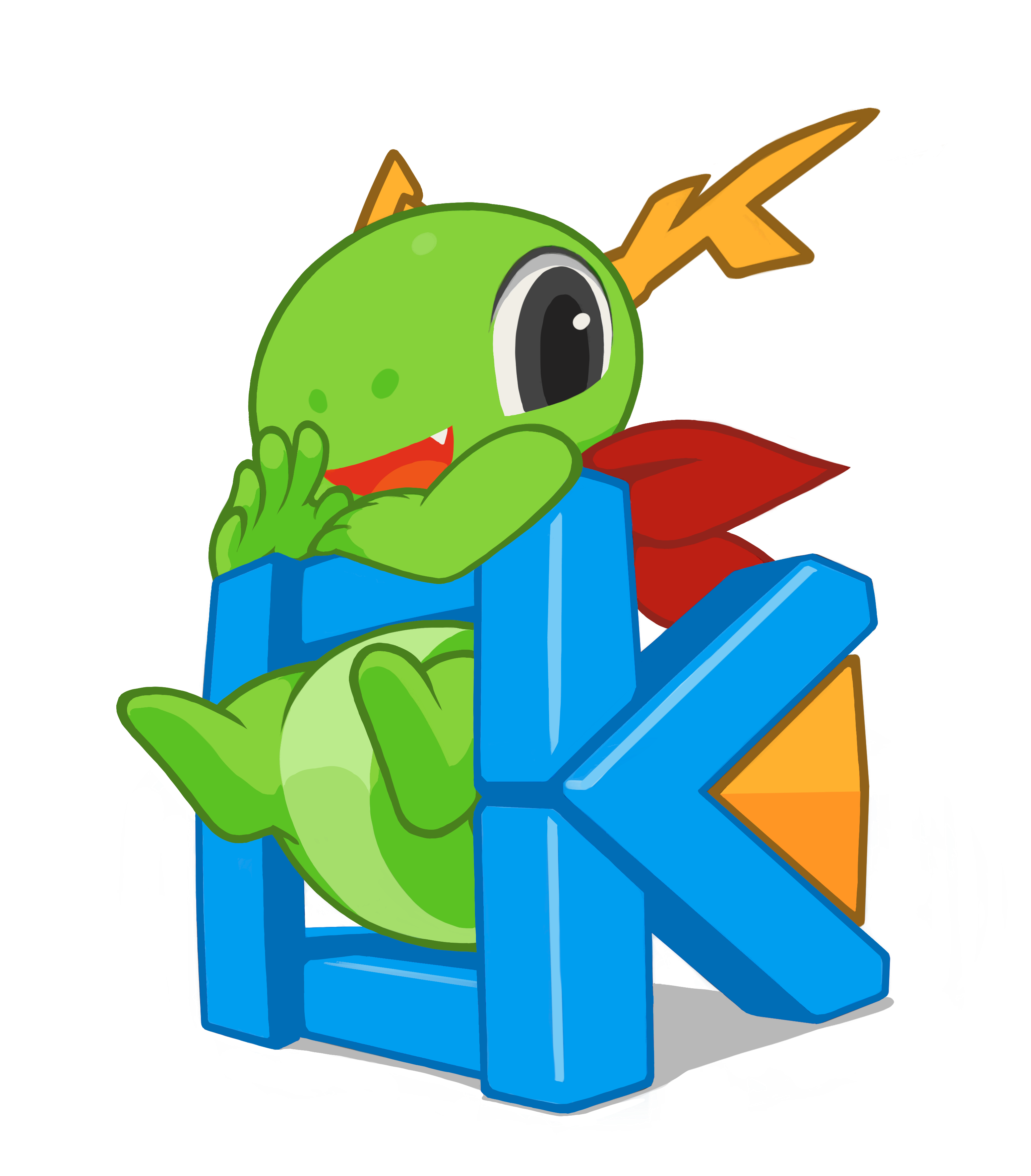
KDELibs logo

KDELibs fue una colección de bibliotecas para provee frameworks y funcionalidad para desarrolladores de software compatible con KDE. Fue reemplazado por KDE Frameworks 5.

## Bibliotecas
El paquete KDELibs está compuesto por las siguientes bibliotecas:
libkdecoreclases básicas y de redes de KDE
libkdeuiclases de interfaz de usuario de KDE
libkabcclases de libreta de direcciones de KDE
libknewstuffclases "Hot New Stuff" de KDE
libkspell2clases de ortografía de KDE
libkutilsclases de utilidades misceláneas de KDE

## Frameworks
Además, encontrarás los siguientes frameworks en KDELibs:
DCOPprotocolo de comunicación con el escritorio
KIOsubsistema de entrada/salida de KDE
KPartsframework para partes embebidas de KDE
KHTMLmotor de HTML de KDE
kimgioframework para cargador extensible de imágenes de KDE
KJSmotor de JavaScript de KDE
KDEPrintsubsistema de impresión de KDE
KWalletmecanismo de cartera de KDE
- Portal:Software libre. Contenido relacionado con Software libre.

- Datos: Q2293057